# Тріщук рябокрилий
Тріщу́к рябокрилий (Henicorhina leucoptera) — вид горобцеподібних птахів родини воловоочкових (Troglodytidae). Мешкає в Еквадорі і Перу. Санта-мартанський тріщук раніше ввавжався підвидом рябокрилого тріщука, однак у 2016 році був визнаний окремим видом.

## Опис
Довжина птаха становить 11 см, вага 14,5-16,5 г. Тім'я світло-сіро-коричневе, верхня частина спини темно=коричнева, нижня частина спини і надхвістя рудувато-коричневі. Хвіст чорни, поцяткований тонкими рудуватими смужками. На крилах дві білі смуги, сформовані кінчиками покривних пер. Над очима широкі білі "брови", навколо очей незамкнені білі кільця, через очі ідуть чорні смуги, щоки смугасті, чорно-білі. Підборіддя, горло і верхня частина грудей білуваті, поцятковані блідо-сірими плямами. Центральна частина живота біла, нижня частина живота блідо-коричнева, гузка коричнева. Очі червонувато-карі, дзьоб чорний, лапи темно-сірі. Виду не притаманний статевий диморфізм. У молодих птахів "брови" над очима відсутні, щоки і нижня частина тіла темні, живіт і гузка коричневі.

## Поширення і екологія
Рябокрилі тріщуки мешкають на східних схилах Анд на півночі Перу і на південному сході Еквадору (Кордильєра-дель-Кондор). Вони живуть в підліску гірських карликових лісів. Зустрічаються парами або поодинці, в Еквадорі на висоті від 1700 до 1950 м над рівнем моря, в Перу на висоті від 1350 до 2600 м над рівнем моря. Живляться комахами та іншими безхребетними.

## Збереження
МСОП класифікує стан збереження цього виду як близький до загрозливого. Рябокрилим тріщукам може загрожувати знищення природного середовища.